# Zug Open 2023
Lo Zug Open 2023, noto anche come Finaport Zug Open per motivi di sponsorizzazione, è stato un torneo maschile di tennis professionistico giocato sulla terra rossa. È stata la 2ª edizione del torneo, facente parte della categoria Challenger 125 nell'ambito dell'ATP Challenger Tour 2023. Si è giocato al Tennisclub Zug di Zugo, in Svizzera, dal 24 al 30 luglio 2023.

## Partecipanti

### Teste di serie
| Nazionalità | Giocatore           | Ranking* | Testa di serie |
| ----------- | ------------------- | -------- | -------------- |
| Francia     | Arthur Rinderknech  | 82       | 1              |
| Svizzera    | Dominic Stricker    | 106      | 2              |
| Austria     | Jurij Rodionov      | 118      | 3              |
| Italia      | Fabio Fognini       | 128      | 4              |
| Finlandia   | Otto Virtanen       | 132      | 5              |
| Francia     | Harold Mayot        | 154      | 6              |
| Svizzera    | Alexander Ritschard | 163      | 7              |
| Bulgaria    | Dimitar Kuzmanov    | 174      | 8              |

* Ranking al 17 luglio 2023.

### Altri partecipanti
I seguenti giocatori hanno ricevuto una wild card per il tabellone principale:
- Mika Brunold
- Kilian Feldbausch
- Matteo Gigante

I seguenti giocatori sono entrati in tabellone come alternate:
- Aziz Dougaz
- Matheus Pucinelli de Almeida

I seguenti giocatori sono passati dalle qualificazioni:
- Manuel Guinard
- Ergi Kırkın
- Rémy Bertola
- Gianmarco Ferrari
- Dylan Dietrich
- Tim Handel

## Punti e montepremi
| Torneo    | Torneo              | V      | F      | SF    | QF    | 2T    | 1T    | Q | Q2  | Q1  |
| Singolare | Punti               | 125    | 75     | 45    | 25    | 11    | 0     | 5 | 2   | 0   |
| Singolare | Premi in denaro ($) | 19 650 | 11 570 | 6 850 | 3 990 | 2 345 | 1 420 | – | 710 | 355 |
| Doppio    | Punti               | 125    | 75     | 45    | 25    | –     | 0     | – | –   | –   |
| Doppio    | Premi in denaro ($) | 8 420  | 4 900  | 2 940 | 1 750 | –     | 990   | – | –   | –   |

## Campioni

### Singolare
Arthur Rinderknech ha sconfitto in finale  Joris De Loore con il punteggio di 3–6, 6–3, 6–4.

### Doppio
Théo Arribagé /  Luca Sanchez hanno sconfitto in finale  Ergi Kırkın /  Dalibor Svrčina con il punteggio di 6–3, 7–5.